# Karma Lingpa
Karma Lingpa (tibetà: ཀརྨ་གླིང་པ་; Wylie: kar dt. gling pa, n. 1326 — m. 1386) va ser un gran tertön (gter ston), un descobridor de tresors de la tradició del budisme, considerat reencarnació de Chokro Lü Gyeltsen qui fos traductor i deixeble de Padmasambhava. És conegut com el descobridor i revelador del text del Bardo Thodol, conegut en occident com a Llibre tibetà dels morts.
Va néixer a la regió de Dakpo, al sud-est del Tibet. Va ser el fill major d'un altre descobridor de tresors i mestre de la secta Rnying dt. del budisme Vajrayana, Nyida Sanggyé. A l'edat de 15 anys, amb ajuda del seu pare, va desenterrar diversos tresors de la muntanya Gampodar, en compliment d'una profecia de Padmasambhava, que consistia en una sèrie de manuscrits: El gran compassiu, Thugs rje chen po padma zhi khro i Zhi khro dgongs pa rang grol. Una part d'aquest últim manuscrit, conegut com L'alliberament per audició durant l'estat intermedi (bar-do thos-grol), seria el que posteriorment publicaria en anglès Walter Evans-Wentz, el 1927, com el Llibre tibetà dels morts.